# Alejandro Maci
Alejandro Maci (Buenos Aires, 11 de desembre de 1961) és un cineasta, actor, director teatral i guionista argentí.
Es va iniciar com a actor i assistent de la directora María Luisa Bemberg per a la pel·lícula De eso no se habla. Va filmar el guió deixat a la seva mort per Bemberg de El impostor basat en un conte de Silvina Ocampo que li va valer nominacions al Premi Cóndor de Plata per òpera prima i guió.
Va filmar El acompañante i diverses sèries de televisió com Sol negro, Anillo de humo, El Hacker, Los exitosos Pells i l'adaptació argentina d' En terapia.
En teatre ha dirigit La vuelta al hogar de Harold Pinter el 2009 a Buenos Aires.
En 2011 va rebre el Premi Konex de Platí en Guió de Televisió conjuntament amb Esther Feldman.

## Filmografia
Director
- Los que aman, odian (2017)
- El impostor (1997)
- El acompañante (curtmetratge) (1994)
- María Luisa Bemberg: El eco de mi voz (2022)

Guionista
- Los que aman, odian (2017)
- El impostor (1997)

Assistent de direcció
- De eso no se habla (1993)

## Televisió
Director
- Laura y Zoe (1998).
- Fiscales (1998).
- El Hacker (2001).
- Anillos de humo (2001)
- Sol negro (2003).
- Contra las cuerdas (2010).
- En terapia (2012).
- Variaciones Walsh (2015).
- Santa Evita (2022)

Guionista
- Tumberos (2002).
- Sol negro (2003).
- Criminal (2005).
- El tiempo no para (2006).
- Lalola (2008).
- Los exitosos Pells (2008).
- Botineras (2009).
- En terapia (2012).